# یوتی‌سی ۱۰:۰۰+
|  | یوتی‌سی ۰۳:۰۰+ | MSK−1: زمان کالینینگراد |
|  | یوتی‌سی ۰۴:۰۰+ | MSK: زمان مسکو          |
|  | یوتی‌سی ۰۶:۰۰+ | MSK+2: زمان یکاترینبرگ  |
|  | یوتی‌سی ۰۷:۰۰+ | MSK+3: زمان اومسک       |
|  | یوتی‌سی ۰۸:۰۰+ | MSK+4: زمان کرانسنویارک |
|  | یوتی‌سی ۰۹:۰۰+ | MSK+5: زمان ایرکوتس     |
|  | یوتی‌سی ۱۰:۰۰+ | MSK+6: زمان یاکوتسک     |
|  | یوتی‌سی ۱۱:۰۰+ | MSK+7: زمان ولادی‌وستوک  |
|  | یوتی‌سی ۱۲:۰۰+ | MSK+8: زمان ماگادان     |

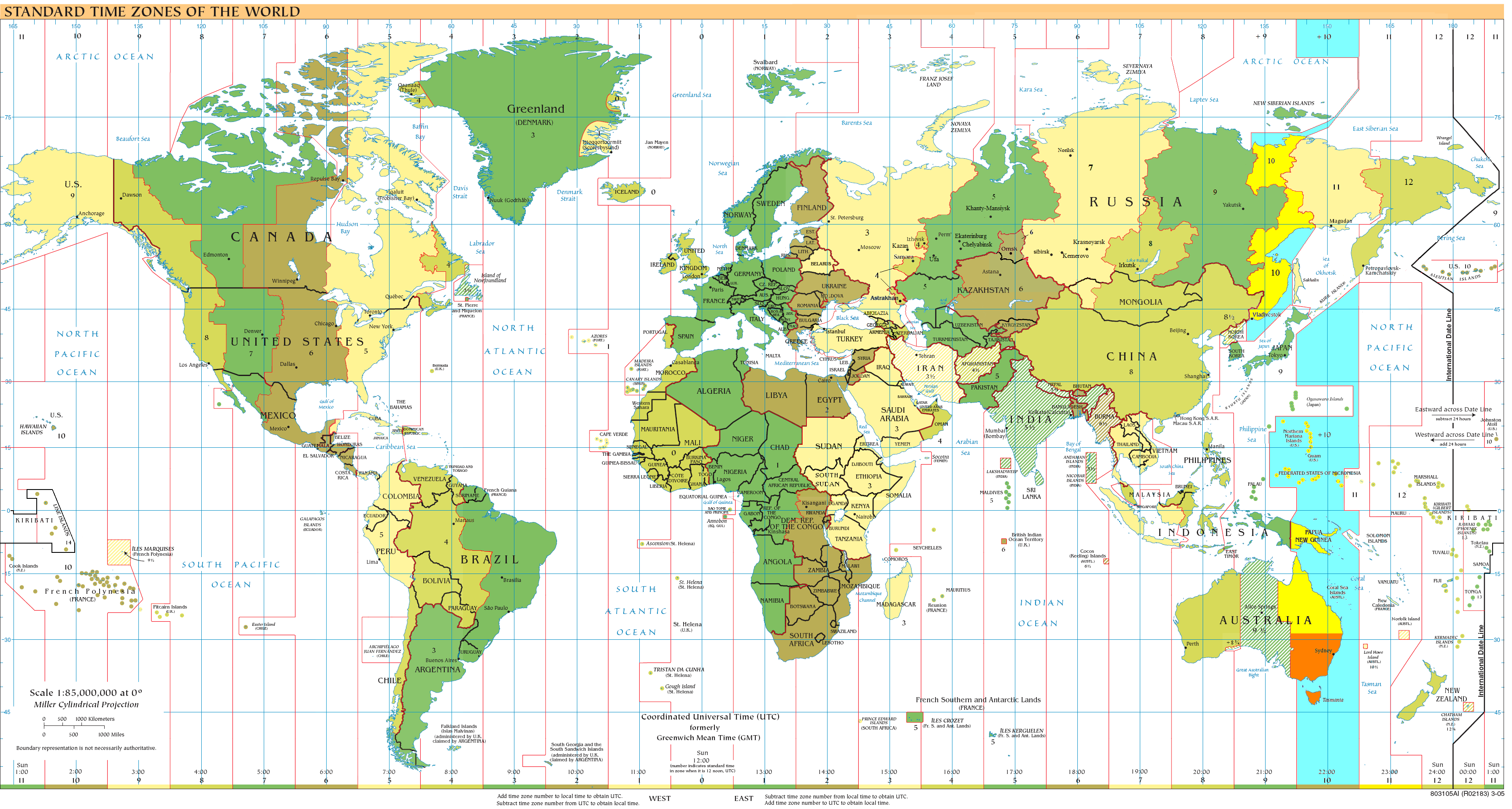
UTC+10: آبی (دسامبر), نارنجی (June), زرد (تمام سال), آبی روشن - محدوده دریا

هم‌اکنون زمان‌بندی گرینویچ به علاوه۱۰:۰۰+ (به انگلیسی: UTC+10:00) برای اندازه‌گیری زمان کاربرد دارد.

## زمان استاندارد در تمام سال
در کشورهای زیر از زمان ۱۰:۰۰+ ساعت هماهنگ جهانی استفاده می‌شود:
- استرالیا (AEST - زمان در  استرالیا)
  - کوئینزلند
- ایالات فدرال میکرونزی
  - چاک، یاپ و مناطق اطراف
- پاپوآ گینه‌نو
- ایالات متحده آمریکا (منطقه زمانی چامارو)
  - گوآم (منطقه)
  - جزایر ماریانای شمالی
- روسیه
  - استان آمور
  - استان چیتا
  - یاقوتستان (بخش غربی یاکوتسک)

## زمان استاندارد نیمکره جنوبی
- استرالیا (AEST - منطقه زمانی شرقی استرالیا)
  - قلمرو پایتختی استرالیا
  - نیو ساوت ولز (به جز بروکن هیل و جزیره لرد هاوو)
  - تاسمانی
  - ویکتوریا (استرالیا)